# Schwarzenberg (Melsungen)
Schwarzenberg ist ein Stadtteil von Melsungen im nordhessischen Schwalm-Eder-Kreis.

## Geographie
Der Ort liegt 2,3 km nordöstlich der Kernstadt an der Fulda.

## Geschichte
Erstmals urkundlich erwähnt wurde der Ort im Jahre 1263 unter dem Ortsnamen Svarcenberg. Dort, wo die im Jahre 1910 erbaute alte Schule steht, soll früher eine kleine Burg gestanden haben.
Zum 1. Januar 1974 kam die bis dahin im Landkreis Melsungen gelegene Gemeinde Schwarzenberg im Zuge der Gebietsreform in Hessen kraft Landesgesetz zur Stadt Melsungen im neu gebildeten Schwalm-Eder-Kreis. Für Schwarzenberg, wie für alle bei der Gebietsreform eingegliederten Gemeinden, wurde ein Ortsbezirk mit Ortsbeirat und Ortsvorsteher nach der Hessischen Gemeindeordnung gebildet.

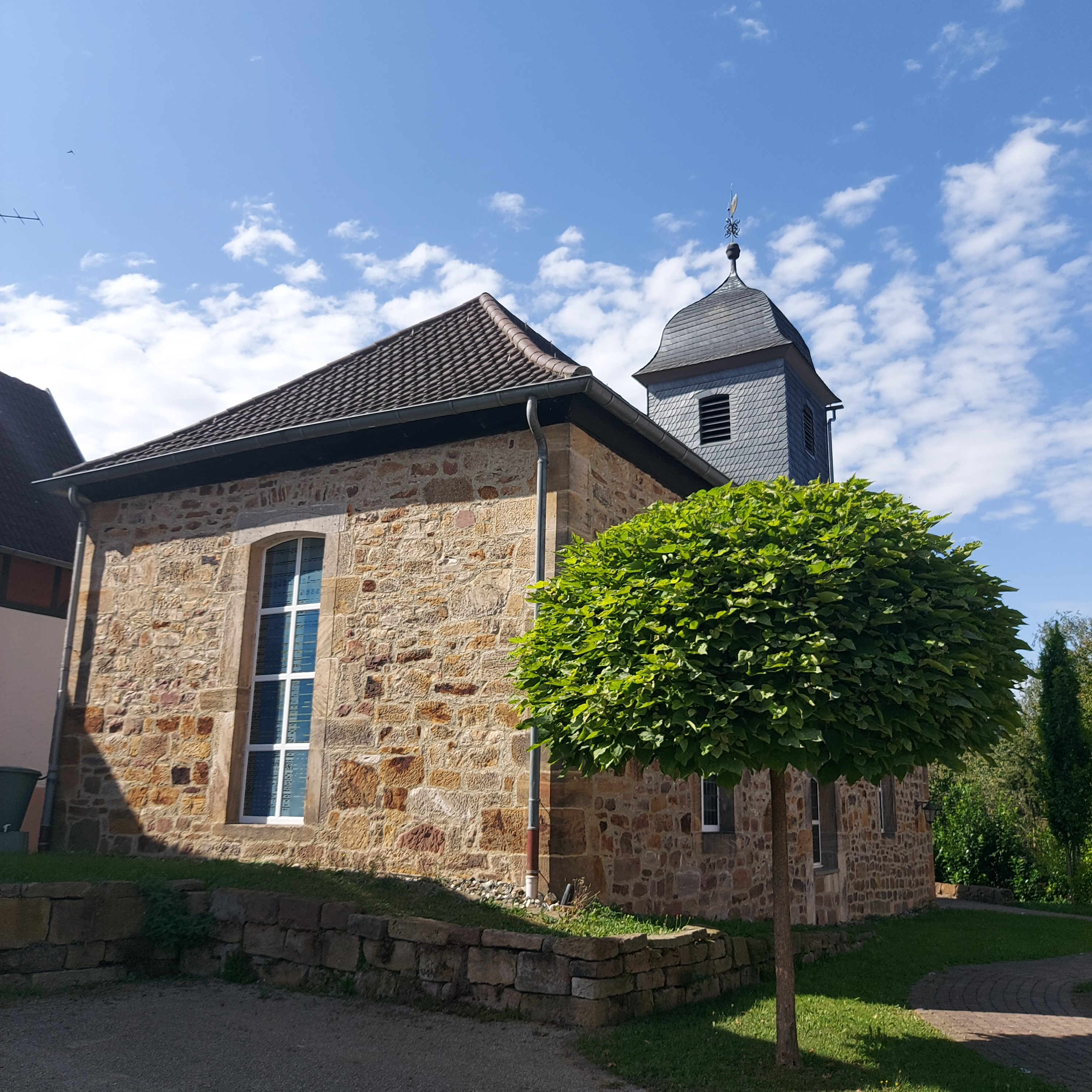
Dorfkirche Schwarzenberg

## Bevölkerung
Einwohnerstruktur 2011
Nach den Erhebungen des Zensus 2011 lebten am Stichtag, dem 9. Mai 2011, in Schwarzenberg 702 Einwohner. Darunter waren 30 (4,3 %) Ausländer. Nach dem Lebensalter waren 147 Einwohner unter 18 Jahren, 315 zwischen 18 und 49, 144 zwischen 50 und 64 und 96 Einwohner waren älter. Die Einwohner lebten in 288 Haushalten. Davon waren 81 Singlehaushalte, 84 Paare ohne Kinder und 102 Paare mit Kindern, sowie 18 Alleinerziehende und 3 Wohngemeinschaften.
Einwohnerentwicklung
- 1585: 20 Haushaltungen[1]
- 1747: 33 Haushaltungen[1]

| Schwarzenberg: Einwohnerzahlen von 1834 bis 2019 | Schwarzenberg: Einwohnerzahlen von 1834 bis 2019 | Schwarzenberg: Einwohnerzahlen von 1834 bis 2019 | Schwarzenberg: Einwohnerzahlen von 1834 bis 2019 | Schwarzenberg: Einwohnerzahlen von 1834 bis 2019 |
| --- | ------------------------------------------------ | ------------------------------------------------ | ------------------------------------------------ | ------------------------------------------------ |
| Jahr |                                                  |                                                  |                                                  | Einwohner                                        |
| 1834 | 1834                                             |                                                  | 315                                              | 315                                              |
| 1840 | 1840                                             |                                                  | 347                                              | 347                                              |
| 1846 | 1846                                             |                                                  | 353                                              | 353                                              |
| 1852 | 1852                                             |                                                  | 350                                              | 350                                              |
| 1858 | 1858                                             |                                                  | 280                                              | 280                                              |
| 1864 | 1864                                             |                                                  | 308                                              | 308                                              |
| 1871 | 1871                                             |                                                  | 293                                              | 293                                              |
| 1875 | 1875                                             |                                                  | 303                                              | 303                                              |
| 1885 | 1885                                             |                                                  | 305                                              | 305                                              |
| 1895 | 1895                                             |                                                  | 305                                              | 305                                              |
| 1905 | 1905                                             |                                                  | 302                                              | 302                                              |
| 1910 | 1910                                             |                                                  | 291                                              | 291                                              |
| 1925 | 1925                                             |                                                  | 313                                              | 313                                              |
| 1939 | 1939                                             |                                                  | 305                                              | 305                                              |
| 1946 | 1946                                             |                                                  | 473                                              | 473                                              |
| 1950 | 1950                                             |                                                  | 492                                              | 492                                              |
| 1956 | 1956                                             |                                                  | 349                                              | 349                                              |
| 1961 | 1961                                             |                                                  | 346                                              | 346                                              |
| 1967 | 1967                                             |                                                  | 371                                              | 371                                              |
| 1970 | 1970                                             |                                                  | 393                                              | 393                                              |
| 1980 | 1980                                             |                                                  | ?                                                | ?                                                |
| 1990 | 1990                                             |                                                  | ?                                                | ?                                                |
| 2000 | 2000                                             |                                                  | ?                                                | ?                                                |
| 2011 | 2011                                             |                                                  | 702                                              | 702                                              |
| 2019 | 2019                                             |                                                  | 600                                              | 600                                              |
| Datenquelle: Historisches Gemeindeverzeichnis für Hessen: Die Bevölkerung der Gemeinden 1834 bis 1967. Wiesbaden: Hessisches Statistisches Landesamt, 1968. Weitere Quellen: ; 1970; Zensus 2011 |                                                  |                                                  |                                                  |                                                  |

Historische Religionszugehörigkeit
- 1885: 303 evangelische (= 99,34 %), 2 katholische (= 0,66 %) Einwohner[1]
- 1961: 325 evangelische (= 93,93 %), 19 katholische (= 5,49 %) Einwohner[1]

## Politik
Für Schwarzenberg besteht ein Ortsbezirk (Gebiete der ehemaligen Gemeinde Schwarzenberg) mit Ortsbeirat und Ortsvorsteher nach der Hessischen Gemeindeordnung.
Der Ortsbeirat besteht aus sieben Mitgliedern. Bei den Kommunalwahlen in Hessen 2021 betrug die Wahlbeteiligung zum Ortsbeirat 71,49 %. Es erhielten die SPD mit 72,16 % der Stimmen fünf Sitze und die „Gemeinschaftsliste Schwarzenberg“ mit 27,84 % zwei Sitze. Der Ortsbeirat wählte Timo Riedemann (SPD) zum Ortsvorsteher.

## Sehenswürdigkeiten
Sehenswert ist die geteilte Dorflinde, ein Naturdenkmal in der Mitte des Dorfes. Direkt benachbart finden sich die 1790 erbaute Dorfkirche, und das Gemeindehaus. Am Rand der Gemeinde findet man den alten Dorfbrunnen sowie den Schwarzenberger See.

Die Burg Schwarzenberg ist nicht erhalten; an ihrer Stelle befindet sich die 1910 erbaute Volksschule. 

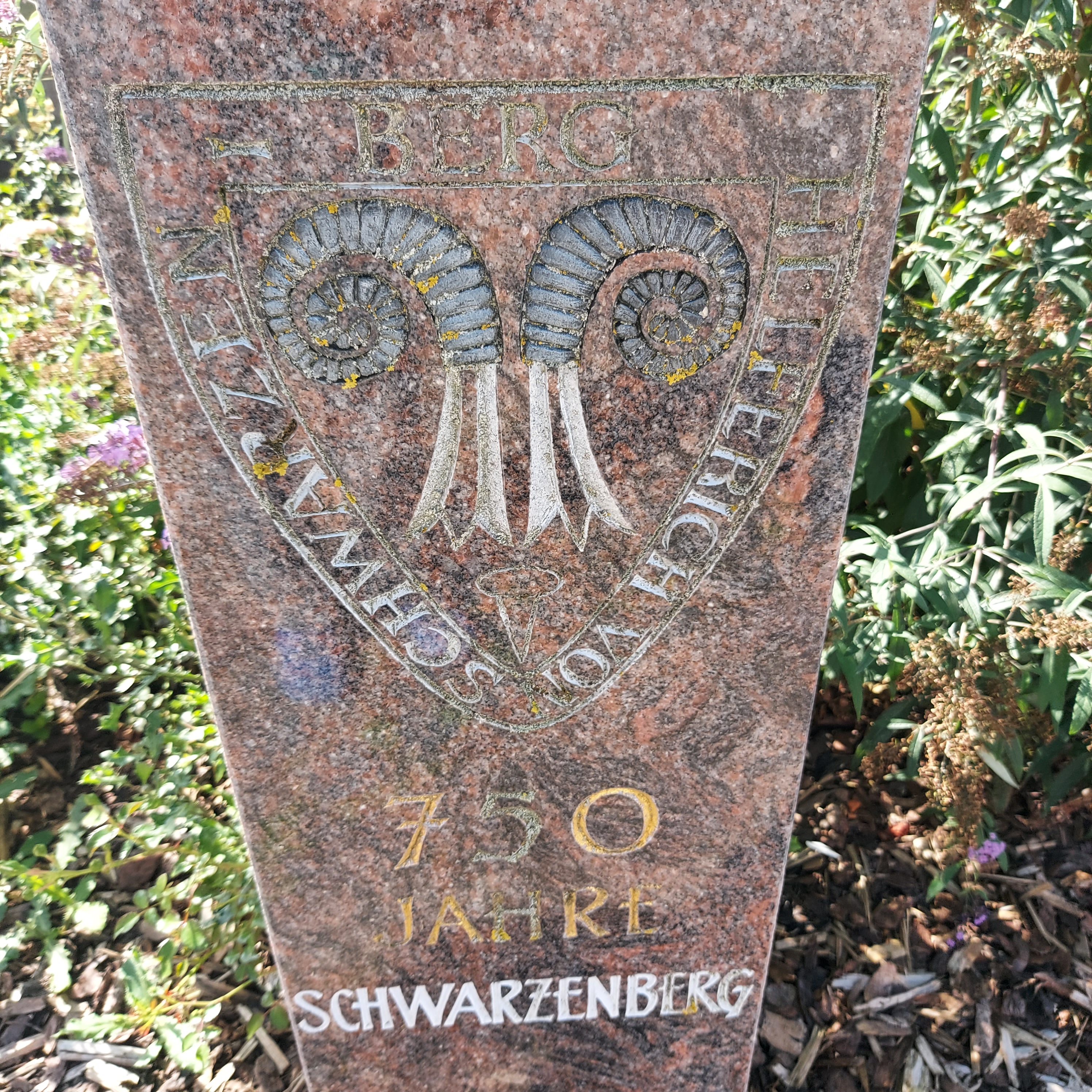
Wappen der Gemeinde auf dem 750-Jahres-Stein
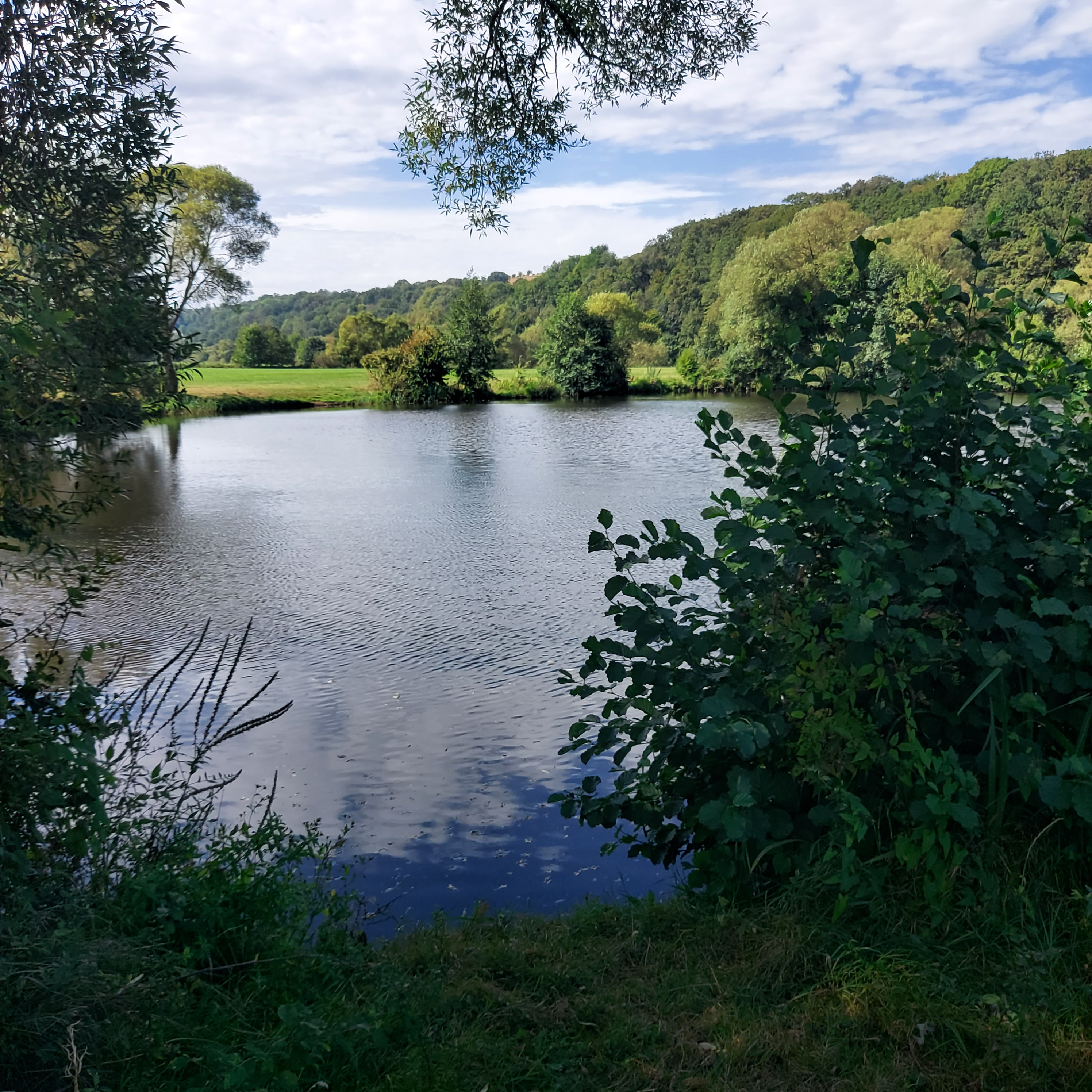
Schwarzenberger See
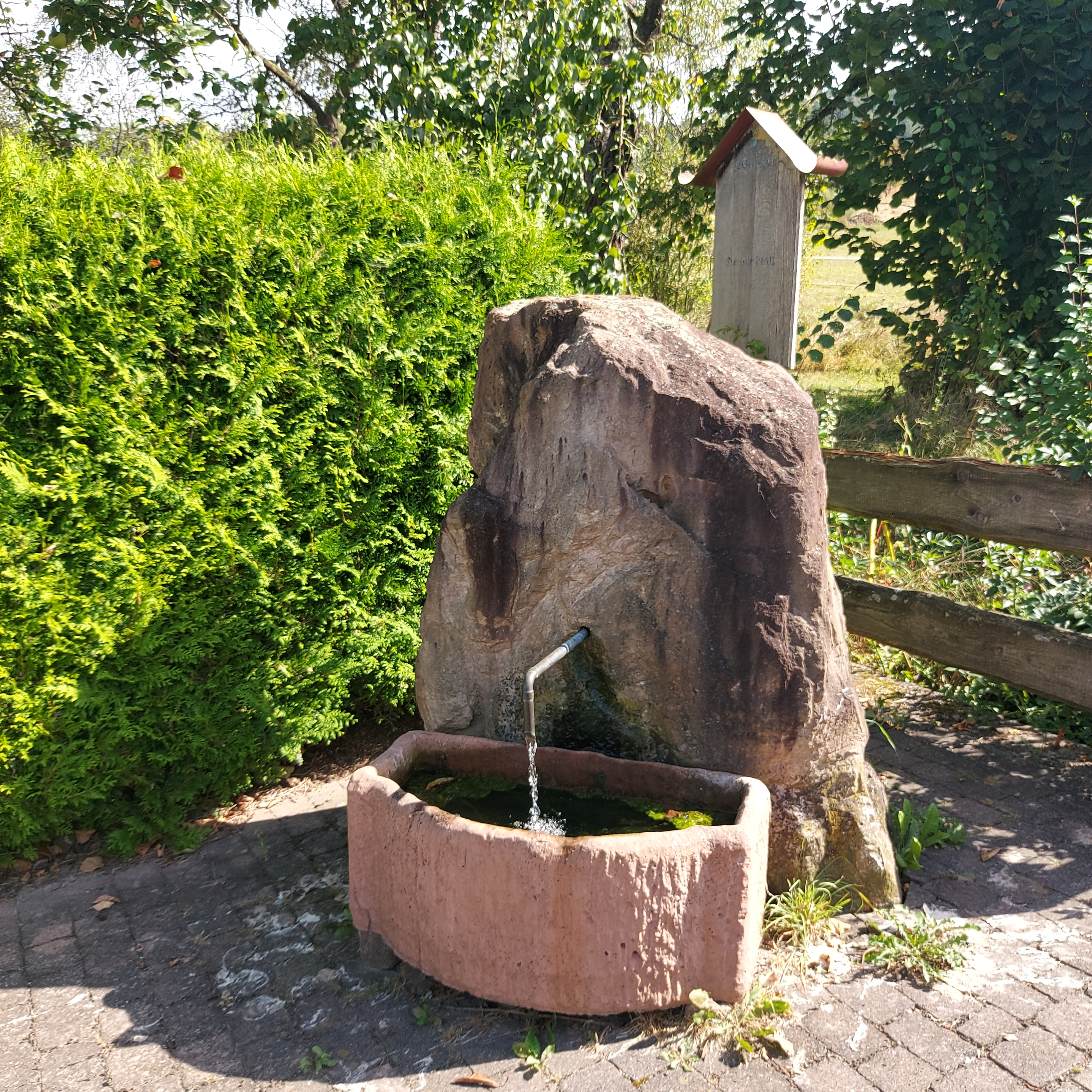
Dorfbrunnen
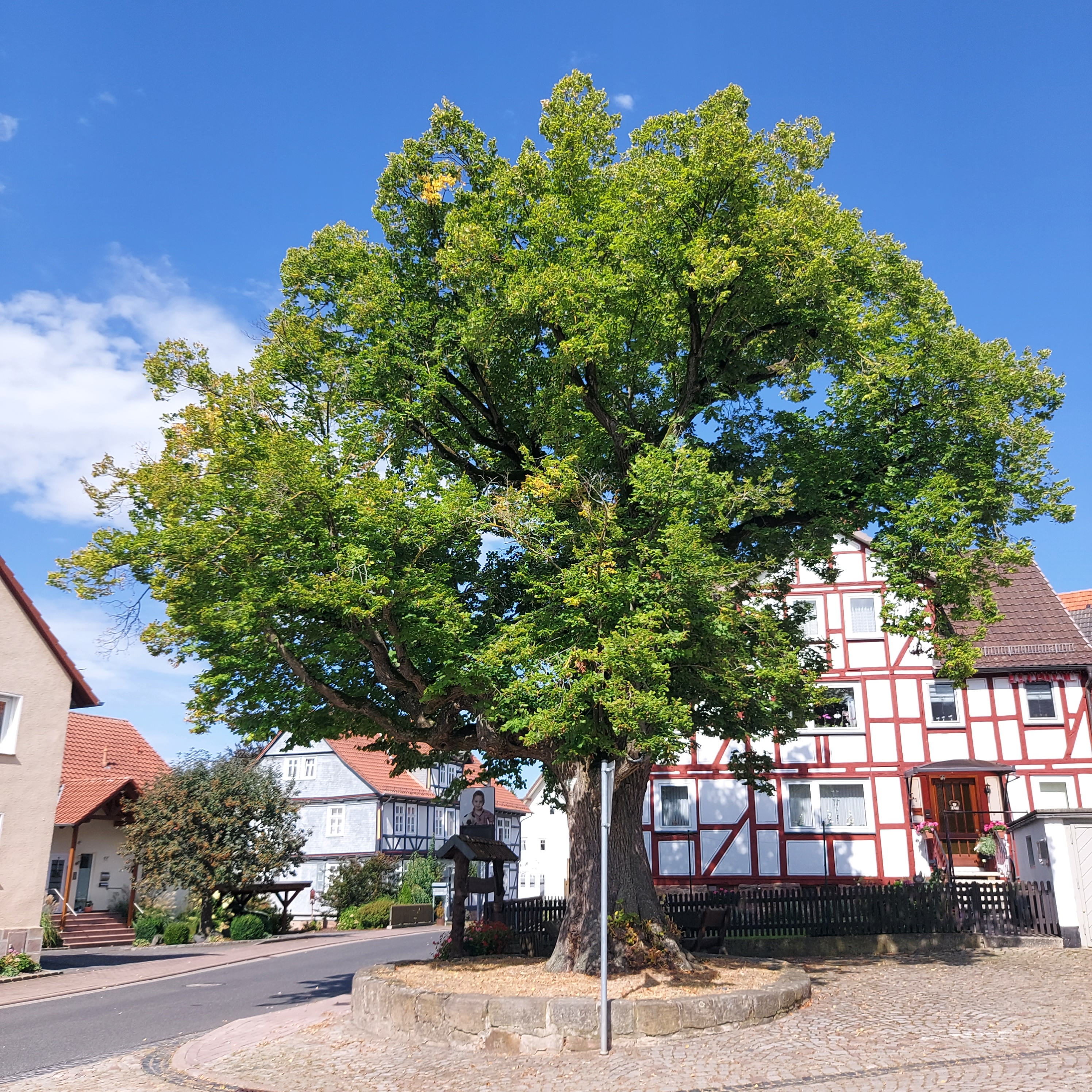
Dorflinde

## Verkehr
Der Ort liegt an der Bahnstrecke Bebra–Baunatal-Guntershausen und wurde bis 2023 von allen Zügen ohne Halt passiert. Der Nordhessische Verkehrsverbund plante jedoch seit Einführung der RegioTram Kassel den Bau von zwei Außenbahnsteigen, die passend zu den RegioCitadis-Triebwagen eine Höhe von 38 Zentimetern erhalten sollen. Dies ist systembedingt notwendig, um sowohl auf der Eisenbahnstrecke als auch im innerstädtischen Netz der Straßenbahn Kassel einen barrierefreien Zustieg zu ermöglichen. Unter Berücksichtigung dieser Besonderheit wurde auch die benachbarte Station Melsungen Bartenwetzerbrücke gebaut. Die Ankündigung der Deutschen Bahn, keine Ausnahme von der Regelbahnsteighöhe mehr zu machen, führte zu einem Bericht in der Kategorie Realer Irrsinn des Satiremagazins extra 3.
Die Bahnsteige sind seitdem gebaut, die Eröffnung des Haltepunkts erfolgte im Dezember 2023. 
| Linie | Verlauf | Takt                                       | Betreiber              |
| ----- | --- | ------------------------------------------ | ---------------------- |
| RT5   | Melsungen – Melsungen Bartenwetzerbrücke – Melsungen-Schwarzenberg – Melsungen-Röhrenfurth – Körle – Guxhagen – Baunatal-Guntershausen – Baunatal-Rengershausen – Kassel-Oberzwehren – Kassel-Wilhelmshöhe – Kassel Hbf (tief) – Scheidemannplatz – Wilhelmsstraße/Stadtmuseum – Rathaus/Fünffensterstraße – Am Weinberg – Heinrich-Heine-Straße/Universität – Auestadion Stand: Fahrplanwechsel Dezember 2023 | 30 min (werktags) 60 min (sonn-/feiertags) | RegioTram Gesellschaft |

Die Bundesstraße 83 verläuft westlich jenseits des Flusses.
Der Fuldaradweg erschließt den Ort touristisch. 

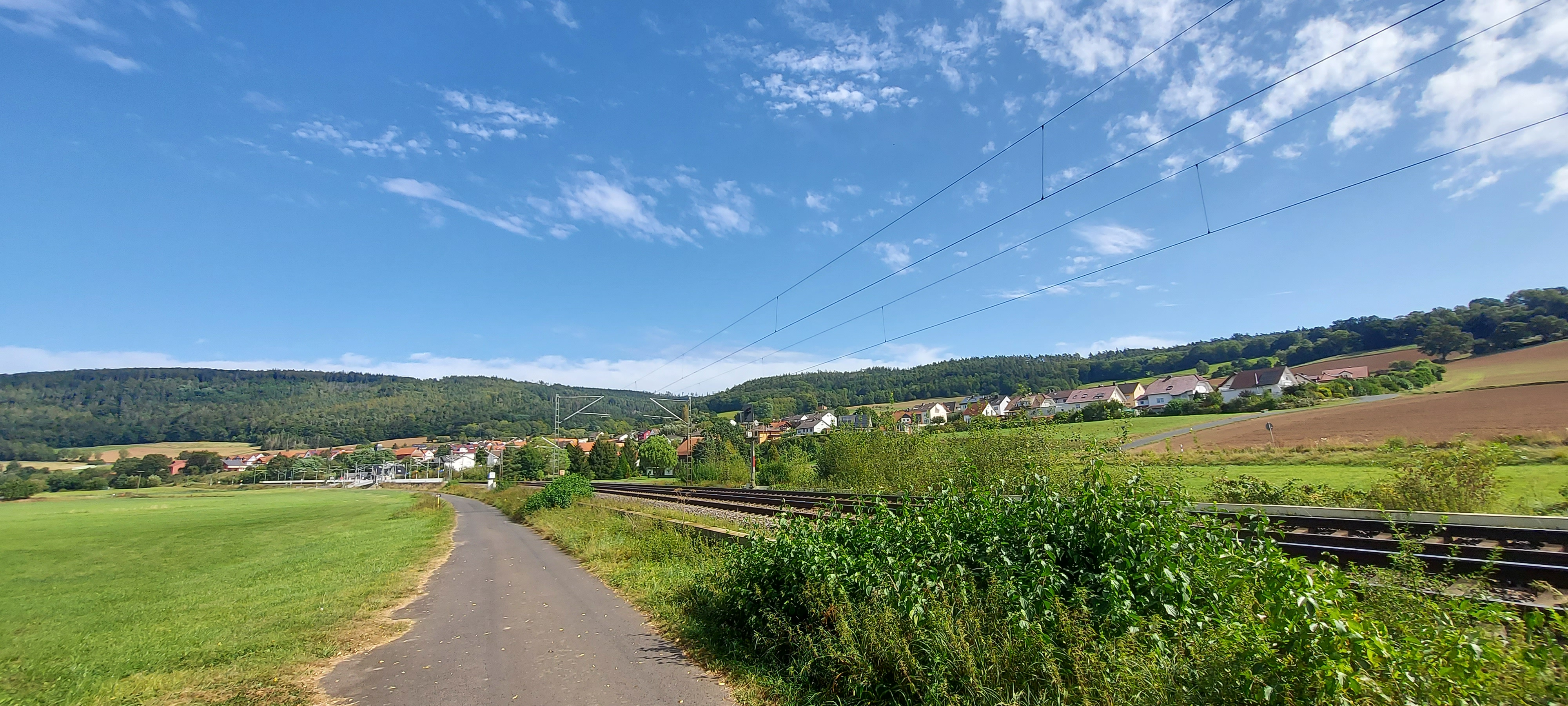
Ortsansicht von Süden mit Fuldaradweg und Haltepunkt der Bahn